# Бјелине
Бјелине су насељено мјесто у саставу општине Сански Мост, Федерација Босне и Херцеговине, БиХ.

## Становништво
| Националност       | 1991.       | 1981.       | 1971.        |
| Срби               | 47 (97,92%) | 79 (100,0%) | 103 (99,04%) |
| Хрвати             | 0           | 0           | 1 (0,96%)    |
| остали и непознато | 1 (2,08%)   | 0           | 0            |
| Укупно             | 48          | 79          | 104          |